# Theodor Öberg
Ludvig Theodor Öberg, född 5 april 1820 i Stockholm, död där 25 november 1860 på Danvikens hospital, var en svensk litograf, litteratör, boktryckare och bokförläggare. 

## Biografi
Han var son till boktryckaren Ludvig Öberg, och gift med Sofia Ludovika Hildegard Süssmilch. Han gick i lära för sin far, och blev 1844 faktor i faderns boktryckeri. Efter sin fars död 1845 skötte han företaget tillsammans med sin mor fram till 1848, då det såldes till bokhandlaren P.A. Huldberg. Öberg fortsatte som anställd faktor vid tryckeriet tills det bytte ägare 1852. 
Öberg var en originell personlighet, stor samlare och flitig publicist. Han utgav under de mest skiftande pseudonymer en mängd olika tryck, kalendrar, skämtsamlingar, dryckesvisor, barnböcker med mera. Han var även en driven litograf och illustrerade själv en del av sina skrifter, bland annat skämtalbumen Album baroque och Komiska bidrag till Stockholms historia för året 1857, som innehöll karikatyrer och skämt i dåtidens smak. Han var även en flitig porträttör i det mindre formatet, och finns förtecknad vid Svenska porträttarkivet med ett 20-tal litografier med porträtt av bland annat Johan Ludvig Runeberg och Gunnar Wennerberg. Han medverkade i Konstakademiens utställning 1860 med ett porträtt av direktören Zetterholm och litografin Joniska lotsen Antonello. Den "verkligen rikhaltiga 'Filikromen' fyllde", skriver Ruben Berg i Nordisk Familjebok, "på sin tid ett kändt behof och vardt mycket spridd". 
Öberg finns representerad vid Nationalmuseum i Stockholm och Uppsala universitetsbibliotek.